# Tokio Hotel
Tokio Hotel  là ban nhạc Đức đã được phát hiện tại Magdeburg, Đức gồm có giọng ca chính Bill Kaulitz, tay chơi ghita Tom Kaulitz, tay đánh trống Gustav Schaefer và tay chơi guitar bass Georg Listing. Ban nhạc đã hoàn thành 4 single và 3 album chính thức tại quê hương nước Đức của họ, bán ra gần 5 triệu đĩa CD và DVD. Sau khi thu xong một album không chính thức dưới tên Devilish, ban nhạc ký hợp đồng có thời hạn với hãng Sony BMG và cho ra mắt album tiếng Đức đầu tiên, Schrei, và dưới tên Tokio Hotel với hãng Island Records vào năm 2005. Schrei đã bán ra hơn nửa triệu bản trên toàn thế giới và chiếm 4 vị trí đứng đầu bảng xếp hạng của Đức và Australia. Năm 2007, ban nhạc ra mắt album tiếng Đức thứ hai Zimmer 483 và album tiếng Anh đầu tiên Scream đã được bán ra hơn 1 triệu bản toàn thế giới và giúp họ giành được giải MTV Europe Music Award đầu tiên cho Best InterAct. Zimmer 483 đã chiếm 3 vị trí đứng đầu bảng xếp hạng của Đức, trong khi Scream đã chiếm 2 vị trí đầu và lọt vào top 20 của Portugal, Tây Ban Nha và Italia. Tháng 9 năm 2007, họ giành được giải MTV Video Music Ayard đầu tiên tại Mỹ cho Best New Artist. Tháng 10 năm 2008, ban nhạc đã dành 4 giải thưởng trong đó có Best International Artist và Song of the year tại Los Premios MTV Latinoamerica diễn ra ở Mexico. Tokio Hotel trở thành ban nhạc Đức đầu tiên đạt giải ở MTV VMAs và cả ở MTV Latin America Awards. Họ cũng giành được giải Headliner tại MTV Europe Music Awards 2008 tại Liverpool vào ngày 6 tháng 11 năm 2008 và giải Best Group vào ngày 5 tháng 11 năm 2009 tại MTV Europe Music Award tại Berlin.

## Lịch sử

### Thành lập
Tokio Hotel được thành lập bởi hai anh em sinh đôi giọng hát chính là Bill Kaulitz và guitarist Tom Kaulitz, drummer Gustav Schäfer và bass-guitarist Georg Listing. Bốn thành viên gặp nhau lần đầu tiên vào năm 2001 trong một live show tại một câu lạc bộ ở Magdeburg, Listing và Schäfer, đã quen biết qua hoạt động âm nhạc trong trường từ trước, còn Bill và Tom Kaulitz biểu diễn trên sân khấu. Dưới tên Devilish ban nhạc đã sớm biểu diễn tại những show tài năng và concert nhỏ. Sau khi Bill Kaulitz tham gia giải children's Star Search vào năm 2003 ở tuổi mười ba (Bill thất bại ở vòng tứ kết) nhà sản xuất nhạc Peter Hoffmann đã phát hiện ra tài năng của Bill. Devilish đổi tên thành Tokio Hotel: "Tokio", tên thành phố Tokyo của Nhật theo cách phát âm tiếng Đức, vì sự yêu mến thành phố này, và "Hotel" vì họ luôn ở khách sạn trong các tour diễn. Ngay sau đó Sony BMG đã ký hợp đồng với ban nhạc, Hoffmann thuê David Jost và Pat Benzner tham gia đội ngũ những tác giả sáng tác, và hướng dẫn các thành viên tuổi teen trong việc viết nhạc và chơi nhạc cụ; hầu hết các ca khúc trong album đầu tiên được viết bởi Hoffmann, Jost và Benzer (bao gồm các single "Scream" và "Rescue me"), chỉ duy nhất single "Unendlichkeit" được hoàn toàn viết bởi chính các thành viên Tokio Hotel. Tuy nhiên, ngay trước khi phát hành album đầu tiên của họ, Sony đã chấm dứt hợp đồng với ban nhạc. Vào năm 2005, Universal Music Group đã ký hợp đồng với họ và phát triển kế hoạch marketing. Hiện nay ban nhạc là một trong những nghệ sĩ lớn nhất đến từ Đức.

### Schrei

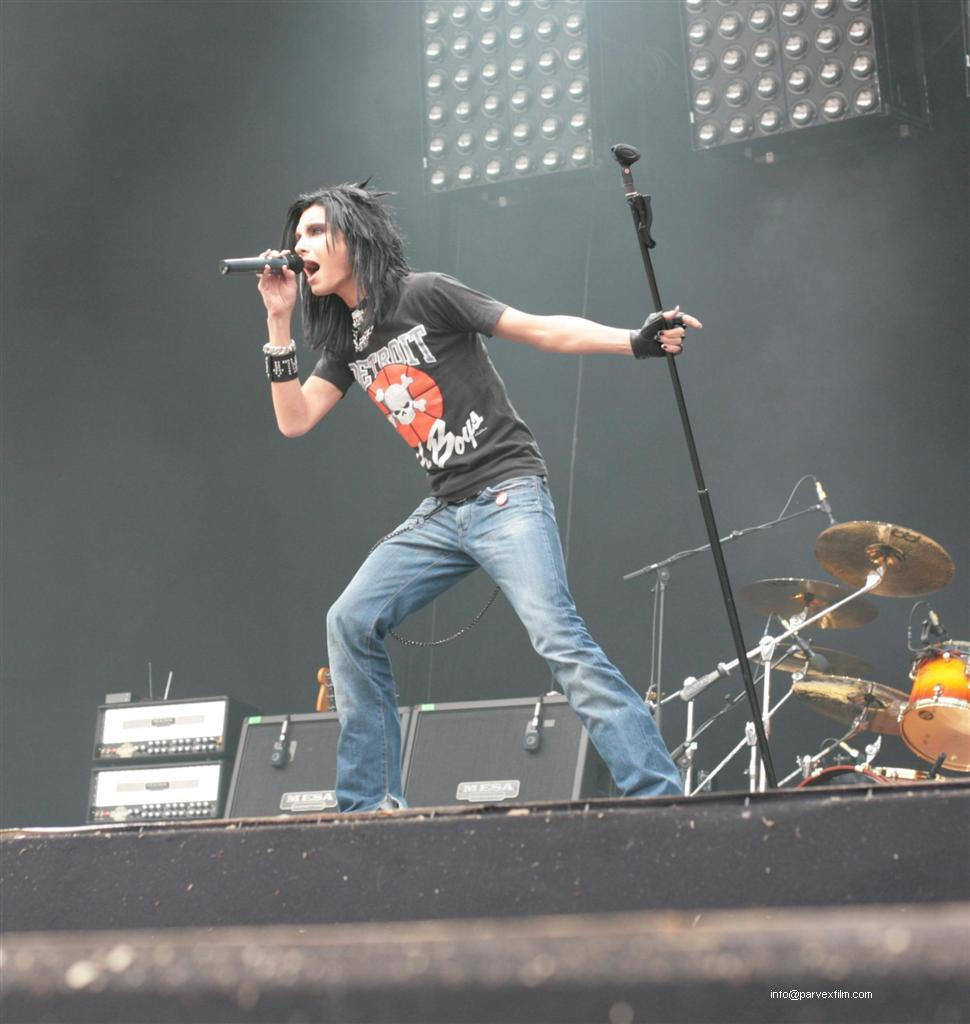
Bill Kaulitz biểu diễn ở Hessisch- Lichtenau, Đức, năm 2006.

Đĩa đơn đầu tiên của ban nhạc là Durch Den Monsun (Xuyên qua gió mùa), nhanh chóng leo lên các bảng xếp hạng, xuất hiện trong bảng xếp hạng đĩa đơn Media Control của Đức ở vị trí 15 vào ngày 20 tháng 8 năm 2005 và cuối cùng đạt vị trí thứ nhất vào ngày 26 tháng 8 năm 2005 này và bảng xếp hạng đĩa đơn Australia. Đĩa đơn thứ hai, Schrei (Tiếng thét), leo lên vị trí thứ 5 trong bảng xếp hạng của Đức. Hai bài này do ca sĩ chính của nhóm là Bill Kaulitz cùng với nhòm sản xuất gồm Peter Hoffman, David Jost, Pat Benzer và Dave Roth. Album đầu tiên của ban nhạc, Schrei, được phát hành ngày 19 tháng 9 năm 2005, đã bán hơn 200,000 bản và nhận đĩa bạch kim do Hiệp hội công nghiệp ghi âm Đức trao tặng. Năm 2006, đĩa đơn thứ 3 và thứ 4 là Rette mich và  Der letzte Tag được phát hành và cũng đạt vị trí thứ nhất.

### Zimmer 483
Đĩa đơn đầu tiên của album thứ hai Zimmer 483 (Căn phòng 483) tên là Übers Ende der Welt (Over the end of the world) (sau này được phát hành lại trong bản tiếng Anh dưới tên Ready, Set, Go!, được phát hành ngày 26 tháng 1 năm 2007 và nhanh chóng đạt vị trí thứ nhất ở Đức và Australia và thứ 2 ở Pháp. Zimmer 483 được phát hành ở Đức vào ngày 23 tháng 1 năm 2007, cùng với bản deluxe có kèm DVD. Đĩa đơn thứ hai của album này, Spring nicht phát hành ngày 7 tháng 4. Tour diễn được tổ chức cùng với thời điểm phát hành album. Tour Zimmer 483,dự tính bắt đầu vào tháng 3 năm 2007, nhưng rồi bị dời lại 2 tuần vì một thành viên của ban nhạc muốn một thiết kế sân khấu khác. Đĩa đơn thứ 3, An deiner Seite (Ich bin da), ra mắt ngày 16 tháng mười một. Ngày 28 tháng 4 năm 2008, ban nhạc phát hành đĩa đơn thứ Heilig.
Năm 2007, tổng thống Pháp lúc bấy giờ đã mời ban nhạc đến biểu diễn nhân ngày Quốc khánh Pháp (Bastille Day) và Tokio Hotel đã biểu diễn dưới chân tháp Eiffel trước đám đông hơn 600,000 người.
Cũng trong năm đó, vào tháng 10, bộ ngoại giao Israel đã liên hệ với ban nhạc, và nhóm nhạc đến từ Đức này đã tổ chức thành công buổi biểu diễn với vé bán hết sạch ở Tel Aviv.

### Scream
Album tiếng Anh đầu tiên của Tokio Hotel, Scream, ra mắt ngày 4 tháng 6 năm 2007 toàn châu Âu. Ở Đức, album Room 483 được phát hành để nhấn mạnh sự tiếp tục của album Zimmer 483. Scream bao gồm bản tiếng Anh của các ca khúc được chọn lọc từ 2 album tiếng Đức là Schrei và Zimmer 483. Monsoon, bản tiếng Anh của bài hát "Durch Den Monsun", là đĩa đơn đầu tiên của album. "Ready, Set, Go!" được phát hành như là đĩa đơn thứ hai của album và "Don't Jump" là đĩa đơn thứ ba. Một video cho "Scream", bản tiếng Anh của "Schrei" năm 2005 được ghi hình và phát hành trên iTunes Store đầu tháng 8 năm 2008.
Tokio Hotel tổ chức buổi biểu diễn đầu tiên ở Anh vào ngày 19 tháng 6 năm 2007. "Ready, Set, Go!" được ra mắt ở Anh như là đĩa đơn đầu tiên của album. Ca khúc đạt vị trí thứ 77 trên bảng xếp hạng đĩa đơn của Anh.
Tokio Hotel đã chiến thắng ở giải MTV Europe Music Award cho Màn trình diễn của nghệ sĩ quốc tế xuất sắc nhất (Best Interact) vào ngày 1 tháng 11 năm 2007 và được để cử cho hạng mục Nhóm nhạc xuất sắc nhất (Best Band). Tại đây, ban nhạc đã biểu diễn ca khúc "Monsoon" nổi tiếng của họ.
Tokio Hotel phát hành đĩa đơn đầu tiên của họ ở Mỹ với cái tên đơn giản là "Tokio Hotel" vào cuối 2007. Đĩa đơn này gồm ca khúc "Scream" và "Ready, Set, Go!" và có mặt duy nhất trên Hot Topic của các cửa hàng. Đĩa đơn ở thị trường Mỹ thứ 2, "Scream America", ra mắt ngày 11 tháng 12 năm 2007. Đĩa đơn này gồm bài "Scream" và "Ready, Set, Go!" bản remix bởi AFI's Jade Puget. Tháng 2 năm 2008, ban nhạc lưu diễn ở Bắc Mỹ trong 5 ngày bắt đầu ở Canada và kết thúc ở New York. Sau khi xuất hiện và biểu diễn trực tiếp tại chương trình Much Music, khi đang đi diễn ở Canada. "Ready, Set, Go!" có mặt trong MuchOnDemand Daily 10, danh sách đếm ngược những video được người xem lựa chọn. Ca khúc này giữ vị trí này trong hơn 1 tuần, rồi trở lại đứng đầu bảng xếp hạng MOD Daily 10 vào ngày 8 tháng 8. "Scream" được phát hành vào ngày 25 tháng 3 ở Canada và ngày 5 tháng 6 ở Mỹ.

### 1000 Hotels Tour
Tour biểu diễn "1000 Hotels" ở châu Âu bắt đầu vào ngày 3 tháng 3 năm 2008 bắt đầu ở Brussels và tiếp tục các địa điểm bao gồm Hà Lan, Luxembourg, Pháp, Tây Ban Nha, Bồ Đào Nha, Ý, Scandinavia và dự định kết thúc vào ngày 9 tháng 4, tuy nhiên, trong suốt tour Marseille, Pháp vào ngày 14 tháng 3, Bill bắt đầu gặp vấn đề về giọng và chỉ trình diễn 16 bài thay vì 21 bài như dự định. Bill đã xin lỗi bằng tiếng Đức vì đã hát tệ và giải thích rằng mình đang bị ốm. Hai ngày sau, ban nhạc hủy buổi biểu diễn ở Lisbon, Tây Ban Nha vài phút trước khi bắt đầu. Các buổi biểu diễn còn lại của tour "1000 Hotels" và buổi biểu diễn ở Mỹ được hủy bỏ với thông báo trên báo Bild bởi người quản lý của ban nhạc rằng Bill Kaulitz phải trải qua một cuộc phẫu thuật để loại bỏ u nang trong thanh quản.
Bill Kaulitz đã bắt giọng của mình phải làm việc căng thẳng trong 43 buổi biểu diễn không ngơi nghỉ. Anh ta phải trải qua cuộc giải phẫu thanh quản vào ngày 30 tháng 3 để loại bỏ các nang đã hình thành trong đó. Các u nang là kết quả của việc nhiễm trùng họng đã không được chưa trị. Sau ca phẫu thuật, Bill không thể nói được trong mười hai ngày và mất 4 tuần để hồi phục giọng. Nếu Bill tiếp tục hát các buổi biểu diễn còn lại, giọng hát sẽ vĩnh viễn bị hỏng. Tokio Hotel bắt đầu biểu diễn lại vào tháng 5 năm 2008 và sau đó bắt tay vào phần thứ hai của tour diễn châu Âu "1000 Hotels" thêm vào nhiều tour diễn ngoài trời và kết thúc ở Werchter, Bỉ vào ngày 13 tháng 7.

### Tour diễn Bắc Mỹ và Humanoid
Tokio hotel bắt đầu tour lưu diễn thứ 2 ở Bắc Mỹ vào tháng 8 năm 2008. Video music "Ready, Set, Go!" được đề cử cho video nhạc pop xuất sắc nhất (Best Pop Video) tại MTV Video Music Awards, nới mà họ đạt giải Nghệ sĩ mới xuất sắc nhất (Best New Artist). Ban nhạc trở về Bắc Mỹ lần nữa vào tháng 10 năm 2008 một tháng cho việc lưu diễn và ký tặng ở cửa hàng băng đĩa. Vào tháng 12 năm 2008, một video phía sau hậu trường tên là Tokio Hotel- Caught on camera được phát hành. Bao gồm các cảnh từ Tokio Hotel TV và câu chuyện sau cánh gà những năm trước với tựa đề "History- The best of Tokio Hotel TV". Một bản deluxe gồm 2 đĩa thứ 2 có tựa đề "Future- The road to the new Album" chứa các hình ảnh của ban nhạck trong các tour quảng bá và chuẩn bị cho album thứ 3.
Giữa tour Bắc Mỹ, ban nhạc đã trở về phòng thu âm để sản xuất album thứ 3 ở Hamburg, ''Humanoid'' mà theo nhà sản xuất âm nhạc của họ David Jost, sẽ được phát hành vào ngày 2 tháng 10 năm 2009. Album được ghi âm ở cả tiếng Đức và tiếng Anh, được phát hành đồng thời toàn thế giới.
Vào ngày 10 tháng 8, trên MTV news, ban nhạc tuyên bố "Automatish" và bản tiếng Anh là "Automatic" sẽ là đĩa đơn đầu tiên được phát hành ở Mỹ. Ngày 20 tháng 8, MTV Buzzworthy giơi thiệu một đoạn ngắn trong video Automatic và hãng ghi âm "Cherrytree Records" thông báo bản tiếng Anh của "Automatic" sẽ được phát hành ở Mỹ ngày 22 tháng 9. Tuy nhiên Video "Automatic" đã được ra mắt vào ngày 3 tháng 9.
Vào ngày 2 tháng 10, trên blog củae Tom Kaulitz thông báo đĩa đơn thứ 2 "World Behind My Wall" và bản tiếng Đức là "Lass uns laufen" sẽ được phát hành. Music video cho cả hai bản được phát hành vào ngày 14 và 15 tháng 12.

## Thành viên

### Bill Kaulitz
Bill Kaulitz

### Tom Kaulitz
Tom Kaulitz Trümper sinh ngày 1 tháng 9 năm 1989 tại Leipzig trước 10 phút so với người em song sinh của mình là Bill Kaulitz, cung Xử nữ. Phong cách ăn mặc là quần áo hip hop cùng với đầu tóc tết quăn dài và mũ New Era lớn, và là người duy nhất trong nhóm có phong cách như vậy. Chịu ảnh hưởng âm nhạc của Aerosmith và nghệ sĩ hip hop người Đức Samy Deluxe. Album đầu tiên từng mua: Aerosmith
chiều cao:1m87

### Georg Listing
Georg Moritz Hagen Listing sinh ngày 31 tháng 3 năm 1987, cung Bạch Dương.Quê tại Halle. Bắt đầu chơi bass từ năm 13 tuổi. Chịu ảnh hưởng trong phong cách âm nhạc bởi Flea của Red Hot Chili Peppers và Die Ärzte, Oasis. Album mua đầu tiên: Definitely Maybe của Oasis

### Gustav Schäfer
Gustav Klaus Wolfgang Schäfer sinh ngày 8 tháng 9 (cung Xử nữ) tại Magdeburg và hiện tại sống ở Hamburg. Bắt đầu chơi trống từ năm 5 tuổi. Ảnh hưởng phong cách bởi Metallica, Joe Crocker và Rod Stewart. Album mua đầu tiên: Black album của Metallic. Khẩu hiệu: Mọi thứ sẽ thay đổi. Hiện sống ở Hamburg.

## Danh sách đĩa hát
- Schrei (2005)
- Zimmer 483 (2007)
- Scream (2007)
- Humanoid (2009)
- Kings of Suburbia (2014)
- Dream Machine (2017)

## Giải thưởng
Lưu trữ ngày 11 tháng 9 năm 2010 tại Wayback Machine